# 3404 Hinderer
3404 Hinderer eller 1934 CY är en asteroid i huvudbältet, som upptäcktes 4 februari 1934 av den tyske astronomen Karl Wilhelm Reinmuth i Heidelberg. Den har fått sitt namn efter den tyske astronomen Fritz Hinderer.
Asteroiden har en diameter på ungefär 8 kilometer.